# 鷲林寺 (地名)

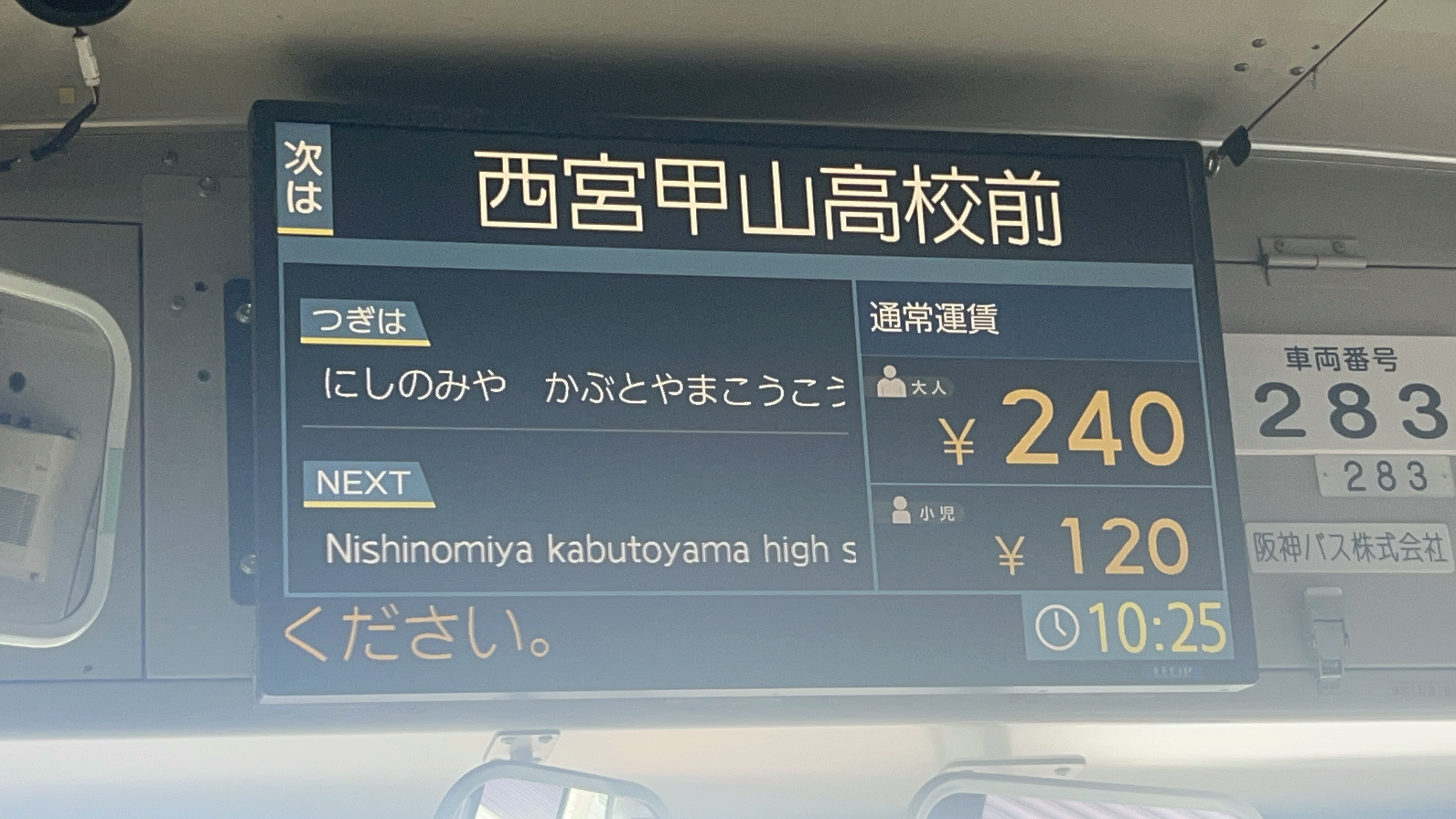
阪神バス西宮甲山高校前停留所案内

鷲林寺（じゅうりんじ）は、兵庫県西宮市にある町丁。1丁目から2丁目まであるほか、剣谷も存在する。郵便番号は662-0004。座標: 北緯34度46分39.133秒 東経135度18分47.642秒 / 北緯34.77753694度 東経135.31323389度

## 地理
東は甲山町、西は越水、南は鷲林寺町、北は湯元町と隣接している。

## 交通

### 鉄道
鉄道は走っていない。

### バス
| 路線名   | 業者     | 起点   | 町内の停留所                       | 終点   |
| -------- | -------- | ------ | ---------------------------------- | ------ |
| 鷲林寺線 | 阪神バス | (環状) | (甲山町)-西宮甲山高校前-(鷲林寺町) | (環状) |

## 校区
出典:
| 丁目 | 小学校       | 中学校       |
| ---- | ------------ | ------------ |
| 1    | 苦楽園小学校 | 苦楽園中学校 |
| 2    | 苦楽園小学校 | 苦楽園中学校 |
| 剣谷 | 苦楽園小学校 | 苦楽園中学校 |

## 施設
- 兵庫県立西宮甲山高等学校
- 鷲林寺会館
- ヤマト運輸 西宮鷲林寺営業所
- 夙川宝プリスクール